# Uvaria semecarpifolia
Uvaria semecarpifolia är en kirimojaväxtart som beskrevs av Joseph Dalton Hooker och Thomas Thomson. Uvaria semecarpifolia ingår i släktet Uvaria och familjen kirimojaväxter. Inga underarter finns listade i Catalogue of Life.